# Straits Settlements

Flagge der Straits Settlements (1904–1925)

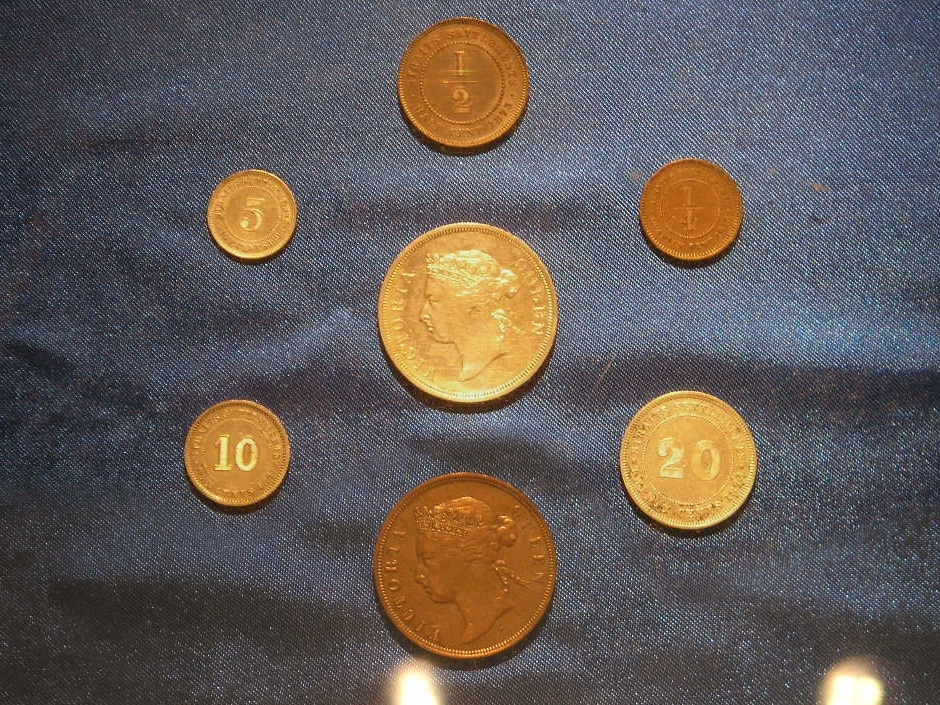
Münzen der Straits Settlements mit Königin Victoria (Nationalmuseum Kuala Lumpur)

Die Straits Settlements (dt. etwa: „Niederlassungen an der Meeresstraße“) umfassten die britischen Kronkolonien in Südostasien an der Straße von Malakka. Sie bestanden von 1826 bis 1946. Die wichtigsten Besitzungen waren Penang, Dinding, Malakka und Singapur.
Ihre große strategische Bedeutung für das Empire beruhte auf der Lage an der Gewürzroute von Ostasien nach Indien und Europa. Dadurch entwickelte sich vor allem Singapur zu einem wichtigen Handelsstützpunkt. Während des Opiumkrieges waren sie darüber hinaus bedeutend als Nachschubbasis für das britische Militär. Die Gebiete waren zusammen die Keimzelle für Britisch-Malaya.

## Gründung und Erweiterung
Die Gründung der Straits Settlements im Jahr 1826 war eine administrative Folge der Herausbildung von drei britischen Besitzungen an der Westküste Malayas: 
- 1786 hatte Francis Light die Insel Penang für die East India Company erworben. Später wurde auch noch der gegenüberliegende Küstenstreifen, die Provinz Wellesley (heute Seberang Perai), einbezogen.

- 1819 wurde Singapur durch Stamford Raffles gegründet.

- 1824 folgte die Unterzeichnung eines Vertrages zwischen Großbritannien und den Niederlanden. In diesem Vertrag wurde der malaiische Archipel in eine britische Zone im Norden, auf dem malaiischen Festland, und eine niederländische Zone im Süden, auf den Inseln Südostasiens, aufgeteilt. Dadurch kam die Kolonie Bengkulu auf Sumatra zu den Niederlanden und Malakka zu England.

Die Hauptstadt der Straits Settlements war zuerst Georgetown auf Penang und ab 1832 Singapur. 
Am 1. April 1867 wurden die Straits Settlements britische Kronkolonie und damit von der East India Company unabhängig. Die Weihnachtsinsel und die Kokosinseln wurden angegliedert, und am 30. Oktober 1906 auch Labuan. Der Gouverneur der Straits Settlements war gleichzeitig Hochkommissar der Malaiischen Staaten sowie von Johore, Sarawak, Brunei und Britisch-Nordborneo, die damals alle britische Protektorate waren.
Das Aussehen der Städte, Dörfer und Landschaften und ihrer Menschen zu jener Zeit wurde auf zahllosen Fotos durch G. R. Lambert & Co. festgehalten.

## Auflösung
Am 1. April 1946 wurden die Straits Settlements aufgelöst. Singapur, zunächst zusammen mit Labuan, wurde eine eigene Kronkolonie. Penang und Malakka wurden als Kronkolonien Teil der Malaiischen Union, an die am 15. Juli 1946 auch Labuan angeschlossen wurde. Die Weihnachtsinsel und die Kokosinseln wurden unter australische Verwaltung gestellt. 